# 1781 في فرنسا
فيما يلي قوائم الأحداث التي وقعت خلال عام 1781 في فرنسا.

## سياسة

### انتهاء فترة المنصب
- 19 مايو – جاك نيكر وزير الاقتصاد والمالية والصناعة  [لغات أخرى]‏.

## مواليد

### يناير
- 24 يناير – ماتيو موليه سياسي فرنسي.
- 30 يناير – أدلبرت فون كاميسو شاعر ألماني.

### فبراير
- 17 فبراير – رينيه لينيك

### مايو
- 9 مايو – هنري كاسيني عالم نبات فرنسي.

### يونيو
- 21 يونيو – سيميون بواسون

### سبتمبر
- 3 سبتمبر – يوجين دو بوارنيه

### أكتوبر
- 22 أكتوبر – لويس جوزيف، دوفين فرنسا

## وفيات

### مارس
- 18 مارس – آن روبير جاك تيرجو (مواليد 1727) عالم اقتصاد فرنسي.